# 卡爾瓦庫喬山
14°53′47″S 72°53′54″W / 14.89639°S 72.89833°W
卡爾瓦庫喬山（Qarwa K'uchu），是秘魯的山峰，位於該國南部阿雷基帕大區，由拉烏尼翁省的潘帕馬卡區負責管轄，屬於萬索山脈的一部分，海拔高度5,000米。